# Caenohalictus mourei
Caenohalictus mourei là một loài Hymenoptera trong họ Halictidae. Loài này được M. C. de Almeida & Laroca mô tả khoa học năm 2004.